# Quintín Rueda Villagrán
Quintín Rueda Villagrán fue gobernador del Estado de Hidalgo (1951-1957, México).

## Biografía
Originario de Huichapan, Hidalgo (n. 1905 - 26/octubre/1973). Graduado en economía y leyes. Profesor de secundaria y maestro del Instituto Politécnico Nacional. Desempeñó importantes puestos públicos antes de ser electo gobernador: director de la Hora Nacional (1943-1944) que fue responsabilidad de la secretaria de Gobernación al desaparecer el Departamento Autónomo de Prensa y Publicidad DAPP, empleado del Banco de Crédito Ejidal y diputado federal por Hidalgo en (1946-1949) y de la XLI legislatura (1949-1951). Su esposa fue Judith Hoyo de Rueda Villagrán.
Su candidatura al Gobierno de Hidalgo, además de sorpresiva fue respaldada por el gobierno del presidente Miguel Alemán Valdés, ante las preferencias de los grupos rojogomistas y aguirristas prevalecientes en la entidad y que apoyaban al Dr. José Gómez Esparza (originario de Metepec) y el Lic. Alfredo Briseño (originario de Pachuca). Toma posesión como gobernador del Estado el 1.º de abril de 1951.
En su gobierno destacó por modernizar Pachuca, ciudad capital del Estado donde expropió los terrenos del Ferrocarril Hidalgo para construir obras como las avenidas Juárez, Vicente Segura y Revolución. Edificó espléndidos monumentos conmemorativos a Benito Juárez, Revolución, Niños Héroes y de los insurgentes.
Impulsó la creación de la colonia Periodistas que fue el primer fraccionamiento de interés social en el Estado. Perforó 5 pozos en Téllez para dotar de agua a la capital. Remodeló el convento de San Francisco y amplió la penitenciaría del Estado con talleres de oficios para los reclusos. Instaló la Escuela de Bellas Artes, Auditorio y Biblioteca. Construyó escuelas como la Primaria Ignacio Zaragoza y el Tecnológico de Pachuca. Sus obras se hicieron presentes también al interior del Estado, construyendo escuelas, creando nuevas carreteras y dotando de agua potable y electrificación a los municipios. En 1952 y por gestión propia, crea el Patrimonio Indígena del Valle del Mezquital.
Una de sus gestiones más importantes fue la edificación del Complejo Industrial de Ciudad Sahagún donde se instalaron importantes empresas como Diesel Nacional (DINA) encargada de producir camionetas y autobuses para la distribución nacional y de América Latina, la Constructora Nacional de Carros de Ferrocarril para producir furgones, que hasta entonces se alquilaban a empresas estadounidenses y la Fábrica Nacional de Maquinaria Textil TOYODA y que en 1958 se transformaría en Siderúrgica Nacional SIDENA. Las tres empresas fueron base para el desarrollo económico nacional en la década de los 60 en México.
Al terminar su gestión, se incorpora al Banco Ejidal como subdelegado. Más adelante participa como contralor de General de la Secretaría de Agricultura y Ganadería. En lo personal, emprendió negocios en Cuba que perdió con la llegada de Fidel Castro Ruz por motivo de la expropiación.